# Liste der Kulturgüter in Les Genevez
Die Liste der Kulturgüter in Les Genevez enthält alle Objekte in der Gemeinde Les Genevez im Kanton Jura, die gemäss der Haager Konvention zum Schutz von Kulturgut bei bewaffneten Konflikten, dem Bundesgesetz vom 20. Juni 2014 über den Schutz der Kulturgüter bei bewaffneten Konflikten sowie der Verordnung vom 29. Oktober 2014 über den Schutz der Kulturgüter bei bewaffneten Konflikten unter Schutz stehen.
Objekte der Kategorie A und B sind vollständig in der Liste enthalten, Objekte der Kategorie C fehlen zurzeit (Stand: 1. Januar 2023).

## Kulturgüter
| Foto |                                                                                | Objekt                                                                                       | Kat. | Typ | Standort                           | Beschreibung |
| ---- | ------------------------------------------------------------------------------ | -------------------------------------------------------------------------------------------- | ---- | --- | ---------------------------------- | ------------ |
| ja   | Datei hochladen · Wikidata zu Jurassisches Bauernmuseum (Gebäude) (Q29521913)  | Jurassisches Bauernmuseum / Musée rural jurassien KGS-Nr.: 03539                             | A    | G   | Rue du Musée 9, 11 576814 / 234297 |              |
| ja   | Datei hochladen · Wikidata zu Jurassisches Bauernmuseum (Sammlung) (Q27484344) | Sammlung des Jurassischen Bauernmuseums / Collection du Musée rural jurassien KGS-Nr.: 10661 | B    | S   | Rue du Musée 9 576815 / 234296     |              |